# Сезон ФК «Карпати» (Львів) 2001—2002
| «Карпати» (Львів) у сезоні 2001—2002 | «Карпати» (Львів) у сезоні 2001—2002                                              |
| ------------------------------------ | --------------------------------------------------------------------------------- |
| Ліга                                 | Вища ліга                                                                         |
| Місце в лізі                         | 8-е                                                                               |
| Раунд у Кубку                        | 1/4 фіналу                                                                        |
| Головний тренер                      | Мирон Маркевич (16 матчів) Володимир Журавчак (9 матчів) Лев Броварський (1 матч) |
| Тренери                              |                                                                                   |
| Президент                            | Петро Димінський                                                                  |
| Стадіон                              | «Україна» (Львів)                                                                 |
| Капітан                              |                                                                                   |
| Найбільше матчів у лізі              | Ігор Лучкевич — 26                                                                |
| Найкращий бомбардир у лізі           | Ярослав Хома, Роман Толочко, Василь Швед — по 3                                   |

Сезон «Карпат» (Львів) 2001—2002 — тридцять четвертий сезон «Карпат» (Львів). У вищій лізі чемпіонату України команда посіла 8-е місце серед 14 команд. У Кубку України припинила виступи в 1/4 фіналу.

## Чемпіонат
| Місце | Клуб                            | «Карпати» — клуб | «Карпати» — клуб | І  | В  | Н  | П  | М     | О  |
| Місце | Клуб                            | удома            | у гостях         | І  | В  | Н  | П  | М     | О  |
| ----- | ------------------------------- | ---------------- | ---------------- | -- | -- | -- | -- | ----- | -- |
|       | «Шахтар» (Донецьк)              | 0:2              | 0:3              | 26 | 20 | 6  | 0  | 49-10 | 66 |
|       | «Динамо» (Київ)                 | 0:2              | 1:4              | 26 | 20 | 5  | 1  | 62-9  | 65 |
|       | «Металург» (Донецьк)            | 0:1              | 0:0              | 26 | 12 | 6  | 8  | 38-28 | 42 |
| 4     | «Металург» (Запоріжжя)          | 2:1              | 1:4              | 26 | 11 | 7  | 8  | 25-22 | 40 |
| 5     | «Металіст» (Харків)             | 0:2              | 0:0              | 26 | 11 | 7  | 8  | 35-36 | 40 |
| 6     | «Дніпро» (Дніпропетровськ)      | 0:0              | 1:0              | 26 | 11 | 7  | 8  | 30-20 | 40 |
| 7     | «Таврія» (Сімферополь)          | 0:0              | 0:3              | 26 | 8  | 6  | 12 | 27-36 | 30 |
| 8     | «Карпати» (Львів)               |                  |                  | 26 | 7  | 8  | 11 | 19-31 | 29 |
| 9     | «Кривбас» (Кривий Ріг)          | 3:2              | 0:0              | 26 | 6  | 10 | 10 | 28-40 | 28 |
| 10    | «Металург» (Маріуполь)          | 2:0              | 1:3              | 26 | 6  | 8  | 12 | 29-42 | 26 |
| 11    | «Ворскла» (Полтава)             | 0:1              | 3:1              | 26 | 6  | 7  | 13 | 19-33 | 25 |
| 12    | «Арсенал» (Київ)                | 1:0              | 0:0              | 26 | 6  | 5  | 15 | 18-28 | 23 |
| 13    | «Поліграфтехніка» (Олександрія) | 0:0              | 1:1              | 26 | 5  | 8  | 13 | 21-39 | 23 |
| 14    | «Закарпаття» (Ужгород)          | 3:0              | 0:0              | 26 | 5  | 6  | 15 | 23-49 | 21 |

### Статистика гравців
У чемпіонаті за клуб виступали 37 гравців:
| Футболіст                          | Дата народження   | Країна     | Ігри     | Голи     |          |
| Воротарі                           | Воротарі          | Воротарі   | Воротарі | Воротарі | Воротарі |
| ---------------------------------- | ----------------- | ---------- | -------- | -------- | -------- |
| Налепа Мацей Павел                 | 31 березня 1978   | Польща     | 6        | 6п       |          |
| Стронціцький Богдан Едуардович     | 13 січня 1968     | Україна    | 3        | 6п       |          |
| Тлумак Андрій Богданович           | 7 березня 1979    | Україна    | 17       | 19п      |          |
| Захисники                          |                   |            |          |          |          |
| Вільчинський Володимир Нестерович  | 1 травня 1967     | Україна    | 12       | 0        |          |
| Ганц Франтішек                     | 2 квітня 1974     | Словаччина | 10       | 0        |          |
| Грановський Олександр Анатолійович | 11 березня 1976   | Україна    | 5        | 0        |          |
| Грегуль Валентин Миколайович       | 9 грудня 1973     | Україна    | 11       | 0        |          |
| Гриценко Артур Володимирович       | 15 лютого 1979    | Україна    | 1        | 0        |          |
| Донець Андрій Анатолійович         | 3 січня 1981      | Україна    | 3        | 0        |          |
| Іщенко Микола Анатолійович         | 9 березня 1983    | Україна    | 6        | 0        |          |
| Михайлів Євгеній Євгенійович       | 6 квітня 1974     | Україна    | 4        | 0        |          |
| Павлюх Іван Богданович             | 12 серпня 1976    | Україна    | 1        | 0        |          |
| Суковський Петер                   | 16 лютого 1975    | Словаччина | 1        | 0        |          |
| Чернов Андрій Анатолійович         | 19 жовтня 1979    | Україна    | 23       | 2        |          |
| Півзахисники                       |                   |            |          |          |          |
| Веприк Олег Олексійович            | 2 квітня 1983     | Україна    | 2        | 0        |          |
| Вовчук Любомир Євгенович           | 26 серпня 1969    | Україна    | 22       | 0        |          |
| Годвін Самсон                      | 11 листопада 1983 | Нігерія    | 10       | 0        |          |
| Даниловський Сергій Юрійович       | 20 серпня 1981    | Україна    | 19       | 1        |          |
| Іванський Любомир Михайлович       | 11 січня 1983     | Україна    | 6        | 0        |          |
| Ковальчук Сергій Сергійович        | 20 січня 1982     | Молдова    | 13       | 0        |          |
| Леськів Василь Іванович            | 20 грудня 1963    | Україна    | 13       | 0        |          |
| Луцишин Михайло Михайлович         | 21 листопада 1975 | Україна    | 3        | 0        |          |
| Лучкевич Ігор Валерійович          | 19 листопада 1973 | Україна    | 26       | 2        |          |
| Платон Руслан Сергійович           | 12 січня 1982     | Україна    | 2        | 0        |          |
| Різник Володимир Йосипович         | 15 лютого 1966    | Україна    | 6        | 0        |          |
| Сіміч Душан                        | 22 липня 1980     | Югославія  | 6        | 0        |          |
| Толочко Роман Любомирович          | 11 грудня 1968    | Україна    | 23       | 3        |          |
| Хома Ярослав Богданович            | 17 лютого 1974    | Україна    | 13       | 3        |          |
| Янічевіч Івіца                     | 21 жовтня 1975    | Сербія     | 1        | 0        |          |
| Нападники                          |                   |            |          |          |          |
| Аньямке Едвард                     | 10 жовтня 1978    | Нігерія    | 15       | 2        |          |
| Драголюк Андрій Вікторович         | 26 червня 1982    | Україна    | 9        | 1        |          |
| Іванов Олексій Володимирович       | 9 січня 1978      | Україна    | 12       | 0        |          |
| Кабанов Тарас Володимирович        | 23 січня 1981     | Україна    | 17       | 2        |          |
| Мутамбіква Тондерей Хенрі          | 3 червня 1976     | Зімбабве   | 1        | 0        |          |
| Онисько Павло Степанович           | 12 липня 1979     | Україна    | 11       | 0        |          |
| Покладок Андрій Ярославович        | 21 червня 1971    | Україна    | 5        | 0        |          |
| Швед Василь Васильович             | 11 грудня 1971    | Україна    | 24       | 3        |          |

## Кубок України
| Етап        | Дата              | Господар               | Рахунок | Гість                  |
| ----------- | ----------------- | ---------------------- | ------- | ---------------------- |
| П'ятий етап | 4 жовтня 2001     | «Борисфен» (Бориспіль) | 0:2     | «Карпати» (Львів)      |
| П'ятий етап | 14 жовтня 2001    | «Карпати» (Львів)      | 1:1     | «Борисфен» (Бориспіль) |
| 1/8         | 20 жовтня 2001    | «Карпати» (Львів)      | 2:0     | «Таврія» (Сімферополь) |
| 1/8         | 27 жовтня 2001    | «Таврія» (Сімферополь) | 3:1     | «Карпати» (Львів)      |
| 1/4         | 4 листопада 2001  | «Шахтар» (Донецьк)     | 2:0     | «Карпати» (Львів)      |
| 1/4         | 26 листопада 2001 | «Карпати» (Львів)      | 1:0     | «Шахтар» (Донецьк)     |